# Автомоделизъм
Автомоделизмът съществува, откакто съществуват автомобилите. По същество това са или копия на реални автомобили, или умалени модели на прототипи. Направата на такива модели служи за най-разнообразни цели: от научни – за изпробване в аеродинамични тунели и за визуална проверка на нови проекти, до занимания на любители в свободното време.
Моделизмът води началото си от детските играчки и естествено се свързва основно с тях. Хобито „автомоделизъм“ се радва на голям интерес, освен сред децата, и сред техните родители.

## Състезания
Автомоделните състезания' се организират с почти всякакви видове автомодели. Те варират от конкурси за най-добра изработка при стендовите модели, до ходови състезания при радио управляваните модели. В България най-популярни са последния вид състезания. Повечето такива състезания са на ниво хоби или просто за забавление. Но често те се превръщат в професионално занимание за някои хора.
За отчитане на времената на моделите се използва специална система от антена разположена на едно място на пистата и транспондери (мини предаватели) поставени в моделите. Точността е до хиладни от секундата.
В България обикновено състезанията се организират от клубове членове на Българската Федерация по Автомоделни Спортове или от други клубове. Европейските състезания се организират от EFRA (Европейската Федерация за Радиоуправляеми Автомобили), а световните от IFMAR.
Има няколко класа според вида на моделите управлявани в тях. Правилата в различните класове може да се различават в зависимост от организатора на състезанието.
Моделите в клас 1:10 I.C. 200 mm Pullstarter/Rotostarter са добър старт за начинаещите в автомоделизма. Запалването им става чрез стартер с корда(Pullstarter) или рото-стартер.
Допуска се участието на модели със задвижване на четирите колела, както и на модели със задвижване само на задните колела.
Не се разрешават по-високи от двустепенни скоростни кутии.
Разрешено е да се използват двигатели с работен обем до 3.3 кубически сантиметра с въздушно охлаждане и преден въртящ се шибър, фабрично произведени за стартер с корда или рото-стартер.

## Видове модели, мащаби и материали.
Авто моделите варират от статични (стендови модели) до такива с радиоуправление. Сложността на моделите също варира в много големи граници: от почти елементарни – подходящи за малки деца, до модели с висока сложност (двигатели с вътрешно горене, скоростни кутии, диференциали, окачване), както при големите автомобили. Точността на предаване на оригналите варира от много голяма (стендови модели) до такива които са създадени единствено за постигане на по-добри резултати при ходовите изпитания (кордови модели). Много голям е и диапазона на мащабите.
Diecast – това са модели изработени от предимно от метал и пластмаса. Те са предимно статични, но има и такива с пружинни механизми или инерционно задвижване. Моделите на автомобили се предлагат предимно изработени и сглобени, макар че комплекти за сглабяне са се продавали винаги. От този вид модели се интересуват предимно колекционери. В тази група попадат и моделите предназначени за деца. Мащабите варират от 1:8 до 1:160. Най-често срещани мащаби на моделите са 1:12, 1:18, 1:24, 1:39, 1:43, 1:64, 1:87. Моделите на автомобили най-общо казано се колекционират според марка (на истинския автомобил), производител на модела и / или мащаб. В областта на Производствените (строителни машинни, камиони и автобуси) е широко разпространен мащабът 1:50 (произвеждани напр. от Conrad, NZG, Joal, Tekno, Corgi usw.). Произходът на мащаба 1:24 са САЩ, където предимно се колекционира. От около 2003 г. в целия свят е нараснало значително търсенето на модели в мащаб 1:24. Най-голяма детайлност се постига без съмнение в моделите 1:12. Това са и моделите с най-много функции (врати, багажници и капаци на двигатели често могат да се отварят, колелата могат да завиват и т.н. Производители: Minichamos, AutoArt, Kyosho, Ertl, Yat Ming, CMC, Norev, Revell, Sun Star, Bburago, Hot Wheels, Matchbox, Maisto, Welly, Ricko, Motor Max, Exoto, Solido, Universal Hobbies, UT Models, Jadatoys, Highway 61, Dickie-Schuco, Abrex, IXO, Schabak, Norev.
1:43 е мащабът с май-голям избор на модели, а също и с най-голямата общност на колекционери. Той се счита за (така наречения) международен мащаб на колекционерите и в същност се произвежда и събира почти навсякъде по света. През 1970-те и 80-те години 1:43 се предлагаше предимно като „играчки“, напр. от Gama и Solido. Много интересни и по-висококачествени модели имаше през 90-те години най-вече само в малки серии или като кит (комплект) от определени производители. Вероятно едновременното предлагане на моделчета автомобили с излизането на пазара на новите автомобилни модели е повлияло положително на мащаба 1:43. Качеството на формите и степента на подробност в сравнение с модела в мащаб 1:1 през последните 10 до 15 години значително нараснаха, не на последно място благодарение на подобряване на възможностите на промишленото производство.
Наричаните най-общо автомобили "Matchbox” в мащаб приблизително 1:64 (т.н. автомобили-играчки грубо варират между 1:52 и 1:67) се ползват с много голяма популярност сред децата. Ето защо те, чийто части обикновено са изработени от метал и пластмаса, най-често са плод на въображението. Разбира се има и модели доста сходни с оригинала. Големи производители са Siku, Matchbox, Hot Wheels и Majorette. Една основна разлика в сравнение с моделите в мащаб 1:43 е в това, че на предния план стои целта децата да играят с количката, а не точността на детайла. Така при Matchbox, Siku, и т.н. автомобилите по принцип се движат, което значи, че колелата се въртят. При 1:43 моделите това не е задължително условие. При моделите на Resin често изобщо не е възможно колелата да се въртят или те са с много крива повърхност и подскачат.
Мащабът 1:87 се колекционира главно в немскоговорещите страни. От Германия са и повечето производители на модели в този размер. Модели 1:87 (Следа H0) са изработени най-често от пластмаса. От 2000 г. насам някои модели са метални. Производителите Brekina, Busch, Herpa, Rietze и Wiking са само няколко представители на този важен клон. Друго мащаби, които трябва да се упоменат са 1:8, 1:12, 1:32 (особено селскостопански модели), 1:64, 1:120 (Следа TT) und 1:160 (Следа N).
Стендови модели – тези модели се изработват предимно от предварително изработени китове, но има ентусиасти които изработват своите модели от нула. Материалът от който се изработват най-често е пластмаса, било то полистирол или смола, но има и такива от метал и хартия. В миналото са използвали също и дърво. Много често моделистите използват допълнителни метални и гумени детайли. В тази група попадат и изработените изцяло от хартия модели. При стендовите модели мащабите варират от 1:8 до 1:120. Най-разпространени са тези в мащаб 1:24. Тук са преди всичко модели на фирмите Tamiya, Revell, Heller, Italeri. При хартиените модели също доминира мащаба 1:24. Моделите са предимно от отделни дизайнери. Повечето модели са достъпни във вид на файлове, било то комерсиални или безплатни, който моделистът отпечатва. Част моделите се предлага и в хартиено тяло с вид на списание. При тях съществува и проблема с пиратските копия на моделите.
Неупрявлявани модели – тези модели се появяват когато електромоторите стават общо достъпни и губят популярност когато радио управляваните модели стават достъпни за повече хора. При състезанията с тях целта е се движат по правя линия. Тук може да се добавят и гравитационите модели. Популярни са най-вече в Америка. Представляват полукопия изработени от дърво. Състезанията с тях се провеждат на специални наклонени писти.
Кордови модели (Tether car) – тези модели губят своята популярност с навлизането на радио управляваните модели, макар че все още имат своите привърженици. При тях се развиват едни от най-високите скорости сред всички автомодели. Световния рекорд в клас WMCR V (10 cm³) е 344.959 км в час. Техния вид се определя единствено от целта за постигане на максимална скорост и с нищо не приличат на действителните автомобили. Само в отделни класове те са копия или имат прилика с тях. Тяхното задвижване е предимно с двигатели с вътрешно горене. Движат се по кръгли писти, като са закачени към центъра с корда откъдето идва името им.
Faller Car System – Това са специфични автомодели най-вече в мащаб 1:87. Те нормално са част от железопътен макет, по-рядко са самостоятелно представени. Управляват се на принципа на железопътните модели от оператор или компютър. Те са задвижвани от електромотори със собствено захранване. По макета се водят скрита под трасето метална тел която следят с помощта на магнит.
Slot car – В България този вид модели са наричани „Миниатюрни пистови модели“ или според някои възрастни моделисти „Кабинетни модели“. Това са модели с купета изработени най-вече от пластмаса, макар че се срещат такива от дърво, метал и хартия. Задвижвани са от електромотори, захранени през пистата, като за всяка кола има отделен улей. Контрола на скоростта става чрез устройство базирано на променливо съпротивление. Вече не са новост и дигитални такива контролери. След 2000 година се появиха и дигитално управлявани коли. При тях могат да се движат няколко модела в един улеи, като на места е възможно смяна на улея. Състезанията се провеждат на различни по големина писти. Варират от такива за над 12 модела едновременно, до такива за един модел при който се наподобяват рали състезания. Самите модели варират от точни копия както при стендовите модели до полукопия при най-бързите класове. Все по-голяма популярност набират прокси състезанията. При тях моделите се изпращат до организатора на състезанието, който провежда самите ходови тестове и извършва класиране според различни показатели и след което връща моделите обратно. В България тези модели губят своята популярност в началото на 90 години на 20 век, макар че има няколко клуба които провеждат регулярни шампионати. При тези модели мащабите са 1:24, 1:32, 1:43, 1:87, както и разпространения предимно в САЩ НО. Най-популярни са тези в мащаб 1:32. При него моделите варират от обикновени играчки предназначени за игра на деца, до скоростни модели които се управляват трудно дори от опитен състезател. 1:24 са предимно модели изработени ръчно и предназначени за състезания. Мащабът 1:43 се появява като такъв за играчки, но напоследък набира популярност сред сериозните моделисти, заради малкото пространство което заема пистата и възможност за по-лесна ръчна изработка на моделите. Мащаба Н0 е условен. Там моделите варират и са някъде около 1:60 и 1:87. Предназначен е за детски играчки, но е и обект най-вече на колекциониране от възрастни. Мащаба 1:87 е много слабо разпространен. В него има един-единствен производител от Япония.
Радиоуправлявани модели – Това са модели управлявани от дистанция с радио апаратура. Задвижвани са с електромотори или такива с вътрешно горене. Моделите варират от такива които нямат възможност за ремонт и регулиране до такива в които всяка една част може да бъде подменена и многоброни настройки по окачването и силовото предаването. Състезанията с тях най-често са с масов старт на писта с твърда (най-често асфалт) или мека (земя) писта. Провеждат се такива с единичен старт които наподобяват рали състезание или трял трасе.

## Автомоделизмът в България
Спорта се развива в България още от края на 60-те години когато започва масово изграждането на клубове по автомоделизъм в почти цялата страна. Тези клубове полагат силни основи на спорта който се радва на силен интерес. В България вече има редици новопостроени асфалтови и макадамови писти за радио управлявани модели, които служат за провеждане на официални състезания.
Спорта в страната се ръководи от Българската Федерация по Автомоделен Спорт която е призната и регистрирана в Министерството на младежта и спорта.
Националните шампионати включват състезания единствено състезания с радиоуправляеми модели в почти всички възможни класове и размери на модели със задвижване на двигатели с вътрешно горене или електрическо. Страната е домакин и на кръг от Европейския трофей на оф-роуд писта в местността Леденика край гр. Враца.
Другите видове автомоделизъм с ходови изпитания на практика не се развиват целенасочено, а само от отделни ентусиасти.

## Марки
Някои от водещите марки на радиоуправляеми модели са:
- Kyosho
- Mugen
- HPI
- Tamiya
- Traxxas
- Team Associated
- Team Magic
- Thunder Tiger
- Cen Racing
- Himoto
- Hot Bodies
- Serpent
- LPR racing